# Chiêu Huệ Vương hậu
Chiêu Huệ Vương hậu (chữ Hán: 昭惠王后; Hangul: 소혜왕후; 8 tháng 9, 1437 - 27 tháng 4, 1504), còn được biết đến nhiều hơn với tên gọi Nhân Túy Đại phi (仁粹大妃; 인수대비), là vợ chính của Ý Kính Thế tử Lý Chương (懿敬世子李暲), người được truy phong làm Triều Tiên Đức Tông (朝鮮德宗), và là Đại phi mẹ đẻ của Triều Tiên Thành Tông Lý Huyện, cũng là Đại vương đại phi bà nội của Yên Sơn Quân Lý Long và Triều Tiên Trung Tông Lý Dịch.
Bà là một trong những vị Vương hậu nhà Triều Tiên nổi tiếng nhất, thông qua cuộc đời thăng trầm khi chồng bà Thế tử qua đời, khiến bà từ vị trí Vương phi tương lai trở thành quả phụ và mất đi vị trí tôn quý vốn có. Tuy về sau con trai bà trở thành Quốc vương và bà có thể trở thành Đại phi, nhưng đến cuối đời vì có liên quan đến cái chết của Phế phi họ Doãn, bà bị cháu nội Yên Sơn Quân xúc phạm, miệt thị và qua đời trong uất ức.
Cuộc đời bà được mô tả qua nhiều bộ phim truyền hình và phim điện ảnh nổi tiếng của Hàn Quốc, phải kể đến Hàn Minh Quái 1994 (韓明澮) của đài KBS; Vương dữ Phi (王與妃) năm 1998 của đài KBS; Vương dữ Ngã (王與我) năm 2007 của đài SBS và gần đây nhất là phim Nhân Túy đại phi (tiếng Anh: Queen Insoo) vào năm 2011 của đài JTBC do Hahm Eun-jung diễn lúc trẻ, và nữ diễn viên gạo cuội Thái Thời Na (蔡時那; 채시라; Chae Si-ra) diễn lúc trưởng thành. Bản thân nữ diễn viên cũng từng đóng vai Đại phi trong phim trước đó Vương dữ Phi. Bộ phim điện ảnh nổi tiếng Đức vua và tên Hề (King and the Clown; 왕의 남자) cũng khắc họa về bà, do Doãn Tiểu Tinh (尹小晶) thủ vai.

## Tiểu sử
Chiêu Huệ vương hậu họ Hàn (韓氏), quê ở Thanh Châu, sinh vào năm Triều Tiên Thế Tông thứ 19 (1437), cha là Tây Nguyện phủ viện quân Hàn Xác (西原府院君韓確), mẹ là Nam Dương phủ phu nhân Hồng thị (南陽府夫人洪氏). Bà có hai người cô đều vào hầu hạ trong nội cung nhà Minh. Người lớn là Khang Huệ Trang Thục Lệ phi (康惠莊淑麗妃), phi tần của Minh Thành Tổ Chu Đệ, khi Thành Tổ qua đời thì bị bắt tuẫn táng. Người nhỏ là Cung Thận phu nhân (恭慎夫人), nữ quan hậu cung thời Minh Tuyên Tông Chu Chiêm Cơ.
Gia tộc họ Hàn bấy giờ rất hiển hách, Chương Thuận vương hậu, An Thuận vương hậu và Cung Huệ vương hậu các đời quân chủ đều xuất thân từ gia tộc này. Phải kể đến trong đó là Hàn Minh Quái, đại thần nhiều quyền thế trứ danh thời kì đầu của lịch sử Triều Tiên. Ngoài ra, tổ mẫu Quyền thị của Trinh Hi vương hậu Doãn thị cũng có quan hệ họ ngoại với gia tộc họ Hàn.
Ban đầu, bà thành hôn với danh thật tông thất phu nhân, khi đó chồng bà Lý Chương có tước hiệu Đào Nguyên quân (桃源君). Đến năm 1455, cha chồng bà là Thủ Dương đại quân Lý Nhu soán vị, trở thành Triều Tiên Thế Tổ, chồng bà Lý Chương trở thành Vương thế tử, còn Hàn thị cũng vì thế trở thành Thế tử tần. Tuy nhiên, viễn cảnh phú quý không kéo dài, sau khi bà sinh hạ con trai út Lý Huyện thì chồng bà bạo bệnh và mất vào năm 1457, khoảng 3 năm sau khi Thế Tổ đoạt ngôi. Kế vị Trữ quân là người em chồng Hải Dương đại quân Lý Hoảng, Hàn thị bị cải phong hiệu thành Trinh tần (貞嬪), từ vị quốc mẫu tương lai thoáng chốc bà trở thành Thế tử di sương, mất đi vị trí vốn có của mình.
Vài năm sau (1466), Thế Tổ thấy Nguyên Kính Vương hậu đương thời đã từng có hiệu Trinh tần, nên cải phong Hàn thị thành Túy tần (粹嬪). Khi đến tuổi, con trai bà được phong làm Giả Sơn quân (者山君) và kết hôn với một người trong họ mẹ là Thiên An quận phu nhân Hàn thị, sau này chính là Cung Huệ vương hậu.

## Quốc mẫu Đại phi
Năm 1469, do người chú là Triều Tiên Duệ Tông qua đời sớm, con trai Tề An đại quân còn quá nhỏ, Từ Thánh Đại phi Doãn thị quyết định lập Giả Sơn quân làm Tự quân, tức Triều Tiên Thành Tông. Nhà vua tấn tôn cha mình làm Đức Tông (德宗), và Túy tần Hàn thị được tấn tôn làm Nhân Túy vương phi (仁粹王妃). Đến năm 1475, ngày 6 tháng 1, Thành Tông cải tôn bà thành Nhân Túy vương đại phi (仁粹王大妃). Vì mất đi phụ thân ngay từ nhỏ, Thành Tông đối với Đại phi muôn phần hiếu thuận.
Nhân Túy đại phi và Kế phi Doãn thị của Thành Tông có mối quan hệ không mấy tốt đẹp. Ngày 1 tháng 6, năm 1479, nhân ngày sinh nhật của Vương phi Doãn thị, nhà vua ghé lại nơi bà ở. Khi cơn ghen tuông lên tới cực điểm, Doãn thị đã vô tình làm Thành Tông bị thương và để lại một vết sẹo trên má ông, mặc dù ông rất cố gắng che giấu, nhưng Đại phi vẫn phát hiện ra và ra lệnh điều tra. Cuối cùng, Đại phi ép buộc nhà vua phế truất Vương phi. Truyền thuyết nói rằng, Thành Tông sau khi phế Doãn thị thường mật sai nội sử quan sát hành vi của bà, vì nhà vua còn rất thương yêu người vợ của mình. Và Đại phi đã sai khiến nội sử bẩm lại rằng Phế phi không hối cải, dẫn đến việc Thành Tông lệnh xử tử Phế phi vào năm 1482. Dù có thật hay do thêu dệt, việc này cũng là nguyên nhân chính dẫn đến việc tang thương giữa Đại phi và người cháu nội là phế vương Yên Sơn Quân.
Năm 1494, Thành Tông qua đời, con trưởng là Yên Sơn Quân lên ngôi, tôn Nhân Túy đại phi làm Đại vương đại phi (大王大妃). Năm 1504, sau 10 năm tại ngôi, Yên Sơn Quân biết được vụ án Phế phi mẹ ông năm xưa, đã ra tay giết chết Thành Tông hậu cung là Nghiêm quý nhân và Trịnh quý nhân. Sau đó, Yên Sơn Quân trực tiếp đến nội điện của tổ mẫu hỏi rõ sự tình, lời lẽ bất ổn, làm cho Đại vương đại phi vốn mang trọng bệnh trở nên tức giận ngất xỉu.
Một tháng sau, tức ngày 27 tháng 4, Đại vương đại phi Hàn thị qua đời tại Cảnh Xuân điện (景春殿) trong Xương Khánh cung, hưởng thọ 68 tuổi. Bà được an táng tại Kính lăng (敬陵), thụy hiệu là Chiêu Huệ vương hậu (昭惠王后).

## Hậu duệ
Chiêu Huệ vương hậu và Triều Tiên Đức Tông có với nhau 2 vương tử và 1 vương nữ:
1. Nguyệt Sơn đại quân Lý Đình [月山大君李婷; 1454 - 1488], tự là Tử Mĩ (子美), thụy là Hiếu Văn (孝文). Lấy Thăng Bình phủ đại phu nhân họ Phác ở Thuận Thiên (昇平府大夫人順天朴氏).
2. Minh Thục công chúa [明淑公主; 1456 - 1482], húy Khánh Căn (慶根)[4], khi tổ phụ Thế Tổ tại vị thì phong làm Thái An quận chúa (泰安郡主). Thành Tông kế vị, phong làm Minh Ý công chúa (明懿公主), về sau mới đổi lại. Hạ giá lấy Đường Dương quân Hồng Thường (洪常).
3. Triều Tiên Thành Tông Lý Huyện.

## Thụy hiệu
- Nhân Túy Huy Túc Minh Ý Chiêu Huệ vương hậu
- 仁粹徽肅明懿昭惠王后
- 인수자숙휘숙명의소혜왕후